# Royden Lam
Royden Lam (Hongkong, 8 september 1975) is een Hongkongs darter die de toernooien van de PDC speelt.
Lam staat bekend als een beoefenaar van zowel het soft tip darts als het steel tip darts. Hij won in 2009 het Hongkong Open darts door de Chinees Liu Cheng te verslaan. In 2010 verloor hij in de finale van Australiër Kyle Anderson tijdens het Japan Open. Na in 2011 net niet geplaatst te zijn voor het PDC World Darts Championship lukte hem dit echter wel in 2013. Hij won in de voorronde van het PDC World Darts Championship 2014 van de Nederlander Gino Vos.

## Resultaten op Wereldkampioenschappen

### WDF
- 2019: Laatste 128 (verloren van Scott Mitchell met 3-4)

### PDC
- 2014: Laatste 64 (verloren van Wes Newton met 1-3)
- 2019: Laatste 96 (verloren van Danny Noppert met 0-3)
- 2022: Laatste 96 (verloren van Keane Barry met 2-3)